# Flughafen Parakou

i7
i11
i13
Der Flughafen Parakou (französisch Aérodrome de Parakou, IATA-Code: PKO, ICAO-Code: DBBP) ist der nordwestlich der 200.000-Einwohner-Stadt Parakou in Benin gelegene Flughafen und der zweitwichtigste des Landes. Rings um das Gelände ist Siedlungsgebiet.
Die 1978 gegründete Gesellschaft Transports Aériens du Bénin (TAB) bietet Flüge nach Cadjehoun und zu einigen anderen inländischen Destinationen an.